# Campeonato Brasileiro de Goalball de 2023 - Série A
O Campeonato Brasileiro de Goalball de 2023 - Série A foi a 12.ª edição desta competição de Golbol, um esporte praticado por atletas com deficiência visual. É organizado anualmente pela Confederação Brasileira de Desportos de Deficientes Visuais (CBDV) desde 2011. 
O torneio foi realizado entre 24 a 29 de setembro e todos os jogos foram realizados no Centro Paralímpico Brasileiro, em São Paulo. O campeão desta edição foi o Sesi, do estado homônimo, que venceu o Instituto Athlon na final pelo placar de 9–5, sendo este o seu quarto título da história. Por outro lado, Cidep, de Minas Gerais, e Amacap, do Paraná, foram rebaixados à segunda divisão.

## Formato e participantes
O formato desta edição foi o seguinte: as doze equipes foram divididas em três grupos, onde se enfrentariam em jogos de turno único, onde as oito melhores na classificação geral avançam à próxima fase, enquanto as duas últimas seriam rebaixadas à segunda divisão de 2024. A partir das quartas de final, os jogos seriam disputados em formato eliminatório (mata-mata) até à final, onde o vencedor sagraria-se o campeão desta edição. Abaixo, as equipes participantes:
| Equipe            | Estado           | Títulos               |
| ----------------- | ---------------- | --------------------- |
| ACESA             | Santa Catarina   | —                     |
| AMACAP            | Paraná           | —                     |
| APACE             | Paraíba          | 3 (2011, 2013 e 2014) |
| CIDEP             | Minas Gerais     | —                     |
| Capital-DF/CETEFE | Distrito Federal | —                     |
| ICEMAT            | Mato Grosso      | —                     |
| Instituto Athlon  | São Paulo        | —                     |
| IRM-PR            | Paraná           | —                     |
| Santos            | São Paulo        | 3 (2016, 2018 e 2021) |
| Sesi-SP           | São Paulo        | 3 (2017, 2019 e 2022) |
| UNIACE            | Distrito Federal | 1 (2015)              |
| Urece             | Rio de Janeiro   | —                     |

## Primeira fase

### Grupo A
| Pos | Equipe           | Pts | J | V | E | D | GP | GC | SG  |
| --- | ---------------- | --- | - | - | - | - | -- | -- | --- |
| 1   | APACE            | 7   | 3 | 2 | 1 | 0 | 32 | 20 | +12 |
| 2   | Sesi-SP          | 6   | 3 | 2 | 0 | 1 | 31 | 17 | +14 |
| 3   | Instituto Athlon | 4   | 3 | 1 | 1 | 1 | 21 | 17 | +4  |
| 4   | AMACAP           | 0   | 3 | 0 | 0 | 3 | 4  | 34 | −30 |

### Grupo B
| Pos | Equipe            | Pts | J | V | E | D | GP | GC | SG  |
| --- | ----------------- | --- | - | - | - | - | -- | -- | --- |
| 1   | Capital-DF/CETEFE | 9   | 3 | 3 | 0 | 0 | 36 | 18 | +18 |
| 2   | ACESA             | 3   | 3 | 1 | 0 | 2 | 23 | 21 | +2  |
| 3   | Urece             | 3   | 3 | 1 | 0 | 2 | 23 | 31 | −8  |
| 4   | ICEMAT            | 3   | 3 | 1 | 0 | 2 | 23 | 35 | −12 |

### Grupo C
| Pos | Equipe | Pts | J | V | E | D | GP | GC | SG  |
| --- | ------ | --- | - | - | - | - | -- | -- | --- |
| 1   | IRM-PR | 9   | 3 | 3 | 0 | 0 | 35 | 16 | +19 |
| 2   | Santos | 6   | 3 | 2 | 0 | 1 | 31 | 17 | +14 |
| 3   | UNIACE | 3   | 3 | 1 | 0 | 2 | 25 | 28 | −3  |
| 4   | CIDEP  | 0   | 3 | 0 | 0 | 3 | 6  | 36 | −30 |

### Classificação geral
| Pos | Equipe            | Pts | J | V | E | D | GP | GC | SG  | Classificação ou descenso    |
| --- | ----------------- | --- | - | - | - | - | -- | -- | --- | ---------------------------- |
| 1   | IRM-PR            | 9   | 3 | 3 | 0 | 0 | 35 | 16 | +19 | Próxima fase                 |
| 2   | Capital-DF/CETEFE | 9   | 3 | 3 | 0 | 0 | 36 | 18 | +18 | Próxima fase                 |
| 3   | APACE             | 7   | 3 | 2 | 1 | 0 | 32 | 20 | +12 | Próxima fase                 |
| 4   | Santos            | 6   | 3 | 2 | 0 | 1 | 31 | 17 | +14 | Próxima fase                 |
| 5   | Sesi-SP           | 6   | 3 | 2 | 0 | 1 | 31 | 17 | +14 | Próxima fase                 |
| 6   | Instituto Athlon  | 4   | 3 | 1 | 1 | 1 | 21 | 17 | +4  | Próxima fase                 |
| 7   | ACESA             | 3   | 3 | 1 | 0 | 2 | 23 | 21 | +2  | Próxima fase                 |
| 8   | UNIACE            | 3   | 3 | 1 | 0 | 2 | 25 | 28 | −3  | Próxima fase                 |
| 9   | Urece             | 3   | 3 | 1 | 0 | 2 | 23 | 31 | −8  |                              |
| 10  | ICEMAT            | 3   | 3 | 1 | 0 | 2 | 23 | 35 | −12 |                              |
| 11  | AMACAP            | 0   | 3 | 0 | 0 | 3 | 4  | 34 | −30 | Rebaixados à Série B de 2024 |
| 12  | CIDEP             | 0   | 3 | 0 | 0 | 3 | 6  | 36 | −30 | Rebaixados à Série B de 2024 |

## Fases finais
As quartas de final iniciaram em 27 de setembro, às 12h40min (horário local) com o jogo entre IRM e UNIACE. Ao final desta fase, avançaram o IRM, Capital/Cetafe, Athlon e Sesi. As semifinais iniciaram no dia 28 e definiu os finalistas: Sesi e Athlon. A final foi disputada no dia 29, e a Sesi sagrou-se campeão pelo placar de 9–5, garantindo o seu quarto título na história e se tornando o maior campeão da competição. Por outro lado, na disputa pelo bronze, o IRM venceu o Capital/Cetafe por 6–4.
Em itálico, as equipes que possuem o mando de campo no primeiro confronto; em negrito as equipes classificadas.
|  | Quartas de final  | Quartas de final |                   |                   | Semifinais     | Semifinais     |  |  | Final | Final |
|  |                   |                  |                   |                   |                |                |  |  |       |       |
|  |                   |                  |                   |                   |                |                |  |  |       |       |
|  |                   |                  |                   |                   |                |                |  |  |       |       |
|  | IRM-PR            | 10               |                   |                   |                |                |  |  |       |       |
|  | IRM-PR            | 10               |                   |                   |                |                |  |  |       |       |
|  | UNIACE            | 7                |                   |                   |                |                |  |  |       |       |
|  | UNIACE            | 7                | IRM-PR            | 2                 |                |                |  |  |       |       |
|  |                   |                  | IRM-PR            | 2                 |                |                |  |  |       |       |
|  |                   | Sesi-SP          | 7                 |                   |                |                |  |  |       |       |
|  | Santos            | Sesi-SP          | 7                 | 8                 |                |                |  |  |       |       |
|  | Santos            |                  |                   | 8                 |                |                |  |  |       |       |
|  | Sesi-SP           | 12               |                   |                   |                |                |  |  |       |       |
|  | Sesi-SP           | 12               | Sesi-SP           | 9                 |                |                |  |  |       |       |
|  |                   |                  | Sesi-SP           | 9                 |                |                |  |  |       |       |
|  |                   | Instituto Athlon | 5                 |                   |                |                |  |  |       |       |
|  | Capital-DF/CETEFE | Instituto Athlon | 5                 | 8                 |                |                |  |  |       |       |
|  | Capital-DF/CETEFE |                  |                   | 8                 |                |                |  |  |       |       |
|  | ACESA             | 7                |                   |                   |                |                |  |  |       |       |
|  | ACESA             | 7                | Capital-DF/CETEFE | 4                 | Terceiro lugar | Terceiro lugar |  |  |       |       |
|  |                   |                  | Capital-DF/CETEFE | 4                 | Terceiro lugar | Terceiro lugar |  |  |       |       |
|  |                   | Instituto Athlon | 7                 |                   |                |                |  |  |       |       |
|  | APACE             | Instituto Athlon | 7                 | 8                 | IRM-PR         | 6              |  |  |       |       |
|  | APACE             |                  |                   | 8                 | IRM-PR         | 6              |  |  |       |       |
|  | Instituto Athlon  | 12               |                   | Capital-DF/CETEFE | 4              |                |  |  |       |       |
|  | Instituto Athlon  | 12               |                   |                   | 4              |                |  |  |       |       |
|  |                   |                  |                   |                   |                |                |  |  |       |       |
|  |                   |                  |                   |                   |                |                |  |  |       |       |

| Fonte: CBDV |